# Urs Altermatt
Urs Altermatt  (ur. 18 czerwca 1942) – szwajcarski historyk i myśliciel polityczny.

## Wybrane publikacje
- Der Weg der Schweizer Katholiken ins Ghetto. Die Entstehungsgeschichte der nationalen Volksorganisationen im Schweizer Katholismus 1848-1919 - 1995.
- Katholizismus und Moderne. Zur Sozial- und Mentalitätsgeschichte der Schweizer Katholiken im 19. und 20. Jahrhundert - 1991.
- Die Schweizer Bundesräte. Ein biographisches Lexikon - 1992.
- Rechtsextremismus in der Schweiz. Organisationen und Radikalisierung in den 1980er und 1990er Jahren - 1995.
- Das Fanal von Sarajevo. Ethnonationalismus in Europa - 1996
- Schweiz und Österreich - Eine Nachbarschaft in Mitteleuropa (hg. mit Emil Brix), Wien 1996.
- Nation, Ethnizität und Staat in Mitteleuropa - 1996.
- Sprache und Nation - 1997.
- Katholizismus und Antisemitismus. Mentalitäten, Kontinuitäten, Ambivalenzen. Zur Kulturgeschichte der Schweiz 1918-1945 - 1999.
- Katholische Denk- und Lebenswelten. Beiträge zur Kultur- und Sozialgeschichte des Schweizer Katholizismus im 20. Jahrhundert - 2003.

## Tłumaczenia prac na język polski
- Katolicyzm a nowoczesny świat, tł. Czesław Porębski, Kraków 1995, Znak (Katholizismus und Moderne, 1991).
- Powrót wojen etnicznych w Europie? Europejska wielokulturowość a kwestia narodowa, tł. Grzegorz Sowinski, Znak, nr 3 (502), Kraków 1997.
- Sarajewo przestrzega. Etnonacjonalizm w Europie, tł. Grzegorz Sowinski, Kraków 1998, Znak (Das Fanal von Sarajevo. Ethnonationalismus in Europa, 1996).